# Bethmännchen

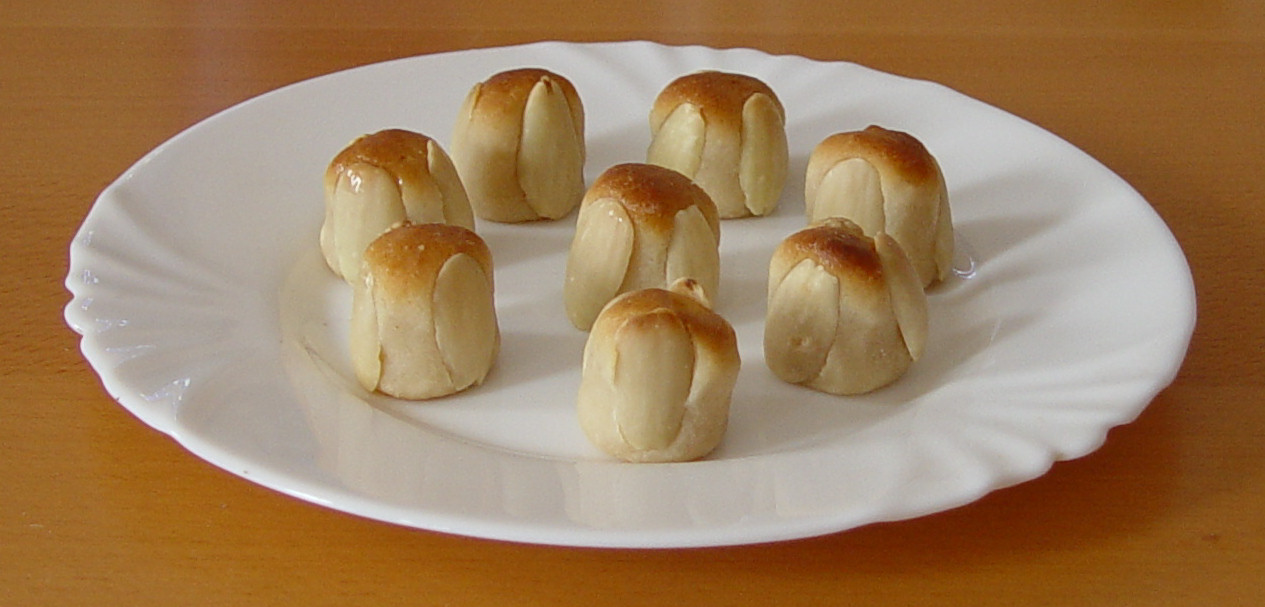
Frankfurter Bethmännchen

Bethmännchen (německy „malý Bethmann“) je pečivo z marcipánu, mandlí, moučkového cukru, růžové vody, mouky a vajec. Jde o tradiční sušenku obvykle pečenou na Štědrý den a je široce rozšířená v obchodech s čokoládou okolo Frankfurtu nad Mohanem.
Jedná se o specialitu prodávanou na vánočních trzích ve Frankfurktu, které jsou jedny z nejstarších trhů v Německu. Jejich historie se datuje do roku 1393.

## Historie
Jméno je odvozeno od rodiny Bethmannových. Legenda říká, že pařížský kuchař Jean Jacques Gautenier vytvořil recept pro bankéře a městského radního Simona Moritze von Bethmanna v roce 1838. 
Původně byl Bethmännchen ozdoben čtyřmi mandlemi, každá symbolizovala syna Simona Moritze. Po smrti syna Heinricha v roce 1845 byla údajně čtvrtá mandle odstraněna. Tento příběh je však nepravděpodobný, protože Simon Moritz zemřel už v roce 1826.
Recept a forma výroby se od počátku nezměnila.